# Chris Troode
Chris Troode (eigentlich Christopher Troode; * 10. Februar 1983) ist ein australischer Sprinter, der sich auf den 400-Meter-Lauf spezialisiert hat.
Seine persönliche Bestzeit von 45,42 s stellte er am 26. Januar 2006 in Canberra auf.
Als Teil der australischen Mannschaft siegte er in der 4-mal-400-Meter-Staffel bei den Commonwealth Games 2006 in Melbourne und bei der Universiade 2009 in Belgrad.